# Маріта Кох
Маріта Кох  (нім. Marita Koch; 18 лютого 1957) — німецька легкоатлетка, олімпійська чемпіонка, рекордсменка світу.
Маріта Кох встановила 16 світових рекордів на змаганнях просто неба і 14 світових рекордів для залів. ЇЇ рекорд у бігу на 400 метрів — 47.60, встановлений 6 жовтня 1985 року на Канберра Стедіум, Австралія, тримається досі (станом на січень 2020).
Член Зали Слави IAAF (2014).

## Виступи на Олімпіадах
| Олімпіада     | Дисципліна              | Місце     |
| ------------- | ----------------------- | --------- |
| Монреаль 1976 | біг на 400 метрів       | 3 h4 r2/4 |
| Москва 1980   | біг на 400 метрів       | 1         |
| Москва 1980   | естафета 4 x 400 метрів | 2         |